# Slovénie au Concours Eurovision de la chanson 2008
La Slovénie a participé au Concours Eurovision de la chanson 2008 à Belgrade en Serbie. C'est la 14e participation de la Slovénie au Concours Eurovision de la chanson.

Le pays est représenté par Rebeka Dremelj et la chanson Vrag naj vzame, sélectionné via une sélection nationale, le EMA 2008 organisée par le diffuseur slovène RTVSLO.
Cette année la sélection slovène EMA 2008 s'est déroulée du 1er au 3 février 2008 : le 1er et le 2 février ont eu lieu les demi-finales, comprenant chacune 10 chansons. À l'issue de ses deux demi-finales, seule la moitié d'entre elles étaient sélectionnées pour la finale qui s'est déroulée le 3 février 2008. On y retrouva deux participants de l'EMA 2007 : Eva Cerne et Dennis, qui avaient respectivement terminé 2e et 11e.

## Résultats

### 1redemi-finale
Le 1er février 2008.
| N° | Interprète                              | Titre                   | Langue  | Qualification |
| -- | --------------------------------------- | ----------------------- | ------- | ------------- |
| 1  | Langa & Civili                          | Za svobodo divjega srca | Slovène | X             |
| 2  | Gabriel, Slovenia United & Band Obcanov | Kako je ne bi imel rad  | Slovène |               |
| 3  | Mirna Reynolds                          | Lepi fantje             | Slovène |               |
| 4  | Dennis                                  | Ni me sram              | Slovène |               |
| 5  | Cole in Predsednik                      | Dober Planet            | Slovène | X             |
| 6  | Andraz Hribar                           | Corpomorto              | Slovène |               |
| 7  | Turbo Angels                            | Zabava                  | Slovène | X             |
| 8  | Ylenia                                  | Nasel si mi             | Slovène |               |
| 9  | Manca Spik                              | Se vedno nekaj cutim    | Slovène | X             |
| 10 | Johnny Bravo                            | Butn..., butn!!!        | Slovène | X             |

### 2edemi-finale
Le 2 février 2008.
| N° | Interprète     | Titre            | Langue  | Qualification |
| -- | -------------- | ---------------- | ------- | ------------- |
| 1  | Stereotipi     | Naravnost v srce | Slovène |               |
| 2  | Rebeka Dremelj | Vrag naj vzame   | Slovène | X             |
| 3  | Tiana          | Povej!           | Slovène | X             |
| 4  | 4Play          | DJ               | Slovène | X             |
| 5  | Halgato Band   | Nomadi           | Slovène |               |
| 6  | Neza Trobec    | Prav Ti          | Slovène |               |
| 7  | Iris           | Peti element     | Slovène |               |
| 8  | Brigita Suler  | Samara           | Slovène | X             |
| 9  | Eva Cerne      | Dovolj           | Slovène | X             |
| 10 | Male Malice    | Spam             | Slovène |               |

### Finale
Le 3 février 2008.
| N° | Interprète         | Titre                   | Langue  | Qualification |
| -- | ------------------ | ----------------------- | ------- | ------------- |
| 1  | Manca Spik         | Se vedno nekaj cutim    | Slovène |               |
| 2  | Eva Cerne          | Dovolj                  | Slovène |               |
| 3  | Langa & civili     | Za svobodo divjega srca | Slovène | 2e            |
| 4  | 4Play              | DJ                      | Slovène |               |
| 5  | Johnny Bravo       | Butn..., butn!!!        | Slovène |               |
| 6  | Tiana              | Povej!                  | Slovène |               |
| 7  | Cole in Predsednik | Dober Planet            | Slovène |               |
| 8  | Rebeka Dremelj     | Vrag naj vzame          | Slovène | 1re           |
| 9  | Turbo Angels       | Zabava                  | Slovène |               |
| 10 | Brigita Suler      | Samara                  | Slovène |               |

C'est Rebeka Dremelj qui représentera la Slovénie à Belgrade, en Serbie, avec la chanson Vrag naj vzame.

## A l'Eurovision
En demi-finale, Rebeka Dremelj passera en 8e position, après le duo Elnur & Samir avec la chanson Day After Day pour l'Azerbaïdjan, et avant Maria Haukaas Storeng avec la chanson Hold On, Be Strong pour la Norvège.
Rebeka Dremelj classe à la 11e place sur 36 points (ex æquo avec Geta Burlacu avec la chanson A Century of Love pour la Moldavie). Elle se qualifie pas pour la finale du Samedi 24 mai 2008 et fut éliminée du Concours.

## Carte postale
L'édition 2008, on retrouve l'écriture de Rebeka Dremelj, qui poste une lettre adressant a une amie. "Draga Anja, Kot vidis po razglednici, sva v beogradu. Se 11 drzav imava na tras. Ampak tu se bova malo zadrzala. Najprej morava popraviti motor (ales je poskusil, ampak pojma nima kaj mu je. Saj ves, kako se rad baha...), zamenjala bova gumi, podmazala verigo. Tvoje rokavice so super ! Spominjajo me nate. In na tvojo kozo, baby ! Long live r'n'bi, ROB" en Français : "Chère Anja, Comme vous pouvez le voir sur la carte postale, nous sommes à Belgrade. Nous avons 11 pays sur la route. Mais nous allons nous attarder un peu ici. Nous devons d'abord réparer le moteur (ales a essayé, mais il n'a aucune idée de ce qui ne va pas avec lui. Vous savez comment il aime se vanter...), nous allons changer les pneus, lubrifier la chaîne. Vos gants sont super! Ils me rappellent toi. Et sur ta peau, bébé! Vive le r'n'b, ROB" Lettre de Rebeka Dremelj, lors de l'édition 2008.